# Isa-Beg Ishaković
Isa-Beg Ishaković († 1470 in Skopje) war ein osmanisch-bosnischer General und Statthalter des Eyâlet Bosnien, der als Gründer der beiden Städte Sarajevo und Novi Pazar gilt.
Er wurde in eine adelige bosnische Familie geboren, später durch die Osmanen entführt und ausgebildet. In den 1450er und 1460er Jahren regierte er als Statthalter das Eyâlet Skopje, später das Eyâlet Bosnien.

## Leben
Die Herkunft von Isa-Beg Ishaković ist nicht genau geklärt; eine Theorie wäre, dass er als Isak Hranić Kosača auf die Welt gekommen ist, der Bruder des bosnischen Adeligen Stjepan Vukčić Kosača und somit aus der Adelsfamilie der Kosača entspringe. Sein Bruder habe ihn dem osmanischen Sultan Mehmed II. als Zeichen der Loyalität übergeben. Er konvertierte zum Islam und baute sich eine gute militärische Karriere im Osmanischen Reich auf.
Isa-Beg Ishaković wurde im Frühling 1439, an Stelle seines Adoptivvaters Isa-Beg, zum sanjak beg des Sandschaks von Skopje ernannt. Sein Adoptivvater wurde nach Serbien wegen eines Militäreinsatzes gesandt.
Von 1464 bis 1470 war Isa-Beg Ishaković sanjak-beg von Bosnien. Er gründete die heutige bosnische Hauptstadt Sarajevo in der ehemaligen Provinz Vrhbosna. Zudem ließ er den Kern der heutigen Stadtgemeinde Stari grad um die Baščaršija nebst einer Moschee und einem Basar erbauen. In derselben Zeit gründete er auch die Stadt Novi Pazar.